# Hashim Ibrahim Cabrera
Rafael Hashim Ibrahim Cabrera (Córdoba, 1954) es artista plástico y uno de los más destacados pensadores del islam andalusí contemporáneo.
Musulmán converso, es miembro y dirigente de la Junta Islámica de España y cofundador del Centro de Documentación y Publicaciones Islámicas (CDPI). Ha sido director de la revista Verde Islam desde sus inicios, y autor de numerosas publicaciones, como: Islam y arte contemporáneo (1994), Párrafos de moro nuevo (2002), Iniciación al islam (2005) y Jutbas de Dar as-Salam (2007).